# گیژواود
گیژواود (به لاتین: Gierzwałd) یک روستا در لهستان است که در گمینا گرونوالد واقع شده‌است. گیژواود ۶۳۸ نفر جمعیت دارد.